# BT-7
 (janvier 2009).
Si vous disposez d'ouvrages ou d'articles de référence ou si vous connaissez des sites web de qualité traitant du thème abordé ici, merci de compléter l'article en donnant les références utiles à sa vérifiabilité et en les liant à la section « Notes et références ».
Le char rapide BT-7 Mle 1937 (BT pour Bistrokhodny Tank) est un char soviétique de la Seconde Guerre mondiale. Il est issu de la série des chars BT.

## Conception
Ce septième modèle fut le plus élaboré de la série des chars BT (le BT-6 resta à l’état de projet). Il sortit en 1935, doté d’un nouveau moteur M-127T, prévu à l’origine pour l’aviation et qui développait une puissance de 450 ch à 1 570 tr/min. La direction, la transmission et la suspension se différenciaient entre autres par un nouvel embrayage et une boite de vitesses plus robuste à 3 vitesses seulement. Le BT-7 emportait davantage de carburant et ses chenilles avaient un empattement plus court. Les premières unités produites, appelées BT-7/1, conservèrent la tourelle du BT-5 mais peu après le début de la production en série on adopta une nouvelle tourelle en forme de tronc de cône, doté d’un double périscope. Le blindage avant passait de 13 mm à 22 mm, celui des côtés restant inchangé. Les parties blindées du châssis, auparavant rivetées ou boulonnées, furent soudées, ce qui améliorait la robustesse de la structure. Le BT-7 fut encore perfectionné. Dans la version 7-M, il est pourvu d’un nouveau moteur, un V-2 Diesel qui offre le double avantage de consommer moins de carburant et de limiter le risque d’incendie et d’explosion, puisque le gasoil est moins volatil que l’essence. En 1938, deux autres modifications sont apportées à l’armement à savoir l’installation sur certains chars d’une mitrailleuse à l’arrière de la tourelle et surtout la mise en œuvre d’un viseur stabilisé TOS, inventé par les ingénieurs Pavlov et Toumarov, qui améliore sensiblement la possibilité de tirer en roulant. Des chars de cette série furent présentés sur route au cours de défilés militaires en 1939. Il faut noter que les Soviétiques utilisèrent rarement ce qui faisait l’originalité de leur suspension Christie, à savoir la possibilité d’avancer aussi bien sur roues que sur chenilles. L’une des raisons fut certainement le temps nécessaire à la conversion qui ne compensait pas le faible avantage de vitesse que permettaient les roues même si cette opération demandait tout au plus une demi-heure. Les chenilles étaient placées sur les garde-boue. Les roues elles-mêmes disposent d’un bandage plein en caoutchouc. La propulsion de l’engin se fait par les deux roues arrière et la direction par les deux roues avant. L’autre raison était le fait que toutes les routes, surtout en temps de guerre ne permettaient pas d’atteindre les vitesses élevées dont le BT-7 était pourtant capable. Comme pour son homologue le BT-5, des variantes de commandement (BT-7U) et de soutien rapproché, notamment une version armée d’un canon de 76,2 mm et appelée BT-7A dont la bouche à feu pouvait tirer un obus perforant à une vitesse initiale de 357 m/s. À droite de la pièce se trouvait une mitrailleuse sous casemate sphérique.

## Production et utilisation
La production du BT-7 s’est achevée fin 1939/début 1940. Ses équipages l’appelaient BETKA (scarabée) ou Tri-Tankista, car il emportait trois hommes d’équipage. Les premières versions du BT furent engagées pendant la guerre d’Espagne, puis en Mandchourie, face aux Japonais, où ils connurent certains succès. Le BT-7 n’a pas eu une carrière opérationnelle très réussie lors de la Seconde Guerre mondiale. Après la campagne de Pologne, ils participèrent aux combats contre la Finlande. Utilisé en soutien d’infanterie, leur mobilité devenait inutile et un grand nombre fut détruit ou capturé par les Finlandais qui les transformèrent en obusier d’assaut de 114 mm. En juin 1941, la plupart des milliers d’exemplaires encore en service furent sacrifiés en vain pour essayer de freiner l’offensive allemande lors de l’opération Barbarossa. Le char a souffert des fautes de commandement russe plus que de défauts liés à sa conception. Son principal handicap était la faiblesse de son blindage, n’atteignant que 22 mm sur son glacis avant. En fin de carrière opérationnelle, les BT furent alors transférés dans des unités mixtes de reconnaissance avant d’être employés pour l’instruction. Ils restèrent tout de même en service jusqu’en 1943 mais dès 1942, ils furent remplacés au front par leurs descendants, les T-34 car bien trop dépassés.
De nombreux chars BT furent capturés intacts (surtout en 1941) et incorporés dans les unités de la Wehrmacht.
Des BT-7 furent utilisés une dernière fois lors de l'offensive soviétique menée contre la  Mandchourie japonaise à compter du 9 août 1945. Certaines unités blindées du front de Transbaïkalie (frontières soviéto-mongoles) échangèrent en effet leurs T-34 contre de vieux BT-7m tirés des réserves stratégiques. Ceux-ci, quoique moins puissants que leurs successeurs, avaient l'avantage d'une vitesse et d'une autonomie supérieure sur un terrain où le ravitaillement était prévu par les planificateurs soviétiques pour être très difficile.

## Caractéristiques
- Longueur : 5,69 m
- Largeur : 2,44 m
- Hauteur : 2,29 m
- Masse : 14 tonnes
- Équipage : 3 hommes
- Armement :
  - 1 canon M32 de 45 mm approvisionné à 188 coups
  - 1 à 3 mitrailleuses DT de 7,62 mm approvisionnées à 2 394 coups
  - Selon les versions, une mitrailleuse à l’arrière de la tourelle et parfois une mitrailleuse sur affût antiaérien
- Blindage(s) :
  - Minimum 6 mm
  - Maximum 22 mm

- Moteur :
  - M-17T à essence, 12 cylindres refroidi par eau de 500 ch à 1650 tr/min
  - Ou V-2 Diesel selon les versions
- Autonomie(s) :
  - 500 km sur route
  - 350 km sur tout terrain
- Vitesse(s) :
  - 72 km/h sur route avec les roues
  - 53 km/h en tout terrain avec les chenilles
- Franchissement(s) :
  - Coupure : 1,80 m
  - Vertical : 0,75 m
  - Gué : 1,22 m
- Temps de service dans l’Armée rouge :
  - De 1935 à 1942 pour les modèles standard
  - Jusqu’en 1945 pour les modèles spéciaux (transport de ponts, engins du génie militaire, etc.)